# Horst Pleiner
Horst Pleiner (* 14. November 1941 in Salzburg) war österreichischer General und von 2000 bis 2002 Generaltruppeninspektor des Österreichischen Bundesheeres.

## Leben
Nach seiner Matura am Humanistischen Gymnasium in seiner Geburtsstadt wurde er am 1. Oktober 1959 als Grundwehrdienstleistender zum Feldjägerbataillon 29 in Glasenbach eingezogen. Von 1960 bis 1963 besuchte er die Theresianische Militärakademie in Wiener Neustadt. Im Anschluss war er an der Jägerschule Saalfelden, danach folgten verschiedene Verwendungen an der Jägerschule in Glasenbach. Von 1969 bis 1972 nahm er am 6. Generalstabskurs an der Landesverteidigungsakademie in Wien teil und wurde anschließend in die Operationsabteilung im Bundesministerium für Landesverteidigung versetzt. Zwischenzeitlich war er auch Kommandant des Landwehrstammregiments 32. Im Juni 1990 wurde er Leiter der Generalstabsgruppe B im Generaltruppeninspektorat, neun Jahre später im Oktober stellvertretender Generaltruppeninspektor und am 1. Jänner 2000 erfolgte gleichzeitig mit der Bestellung zum Generaltruppeninspektor die Ernennung zum General. Pleiner war der letzte österreichische General, der das Amt des Generaltruppeninspektors (militärische Abkürzung „GTI“) innehatte, da der ranghöchste Dienstposten des Bundesheeres Ende 2002 mit der Übernahme durch seinen Nachfolger General Roland Ertl die Bezeichnung Chef des Generalstabes erhielt.

## Auszeichnungen (Auszug)
- 2002: Großes Goldenes Ehrenzeichen für Verdienste um die Republik Österreich[2]
- Wehrdienstzeichen 2. Klasse
- Wehrdienstzeichen 1. Klasse
- Wehrdienstmedaille in Bronze